# (7536) Fahrenheit
(7536) Fahrenheit (1995 WB7) – planetoida z pasa głównego asteroid okrążająca Słońce w ciągu 4,81 lat w średniej odległości 2,85 j.a. Została odkryta 21 listopada 1995 roku w Nachi-Katsuura Observatory przez Yoshisadę Shimizu, Takeshi'ego Uratę. Nazwa planetoidy została nadana na cześć Gabriela Fahrenheita, fizyka niemieckiego pochodzenia, twórcy skali termometrycznej Fahrenheita.